# 卡诺广场

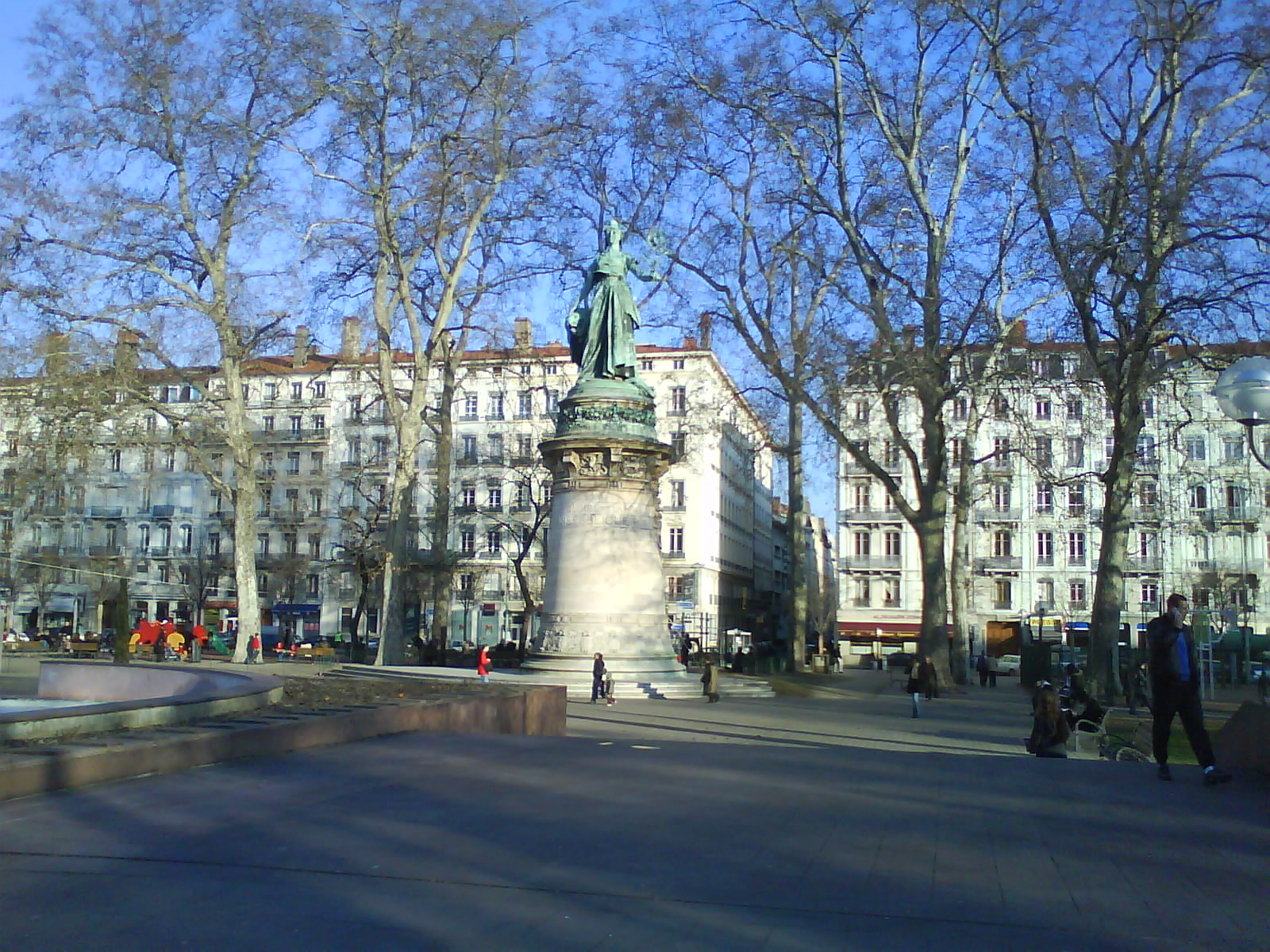
共和国雕塑

卡诺广场（Place Carnot）是法国里昂的一个广场，位于里昂第二区，半岛末端，靠近 Perrache 火车站。

## 历史
法兰西第一帝国时期，该广场名为胜利广场（Place des Victoires）。查理十世在位时改名为路易十六广场，后来又更名为路易十八广场（1821–1848）、自由广场（Place de la Liberté，1848）、共和国广场（1848–1849）、拿破仑广场（1849–1871）和 Place Perrache (1871–1889)。1889年2月18日，市议会正式命名为卡诺广场，以纪念法国革命英雄拉扎尔·卡诺。
广场上的共和国雕塑同年由他的孙子，法国总统玛利·弗朗索瓦·萨迪·卡诺揭幕，五年后（1894年6月24日），卡诺总统在第二次来里昂时被意大利無政府主義者刺杀。

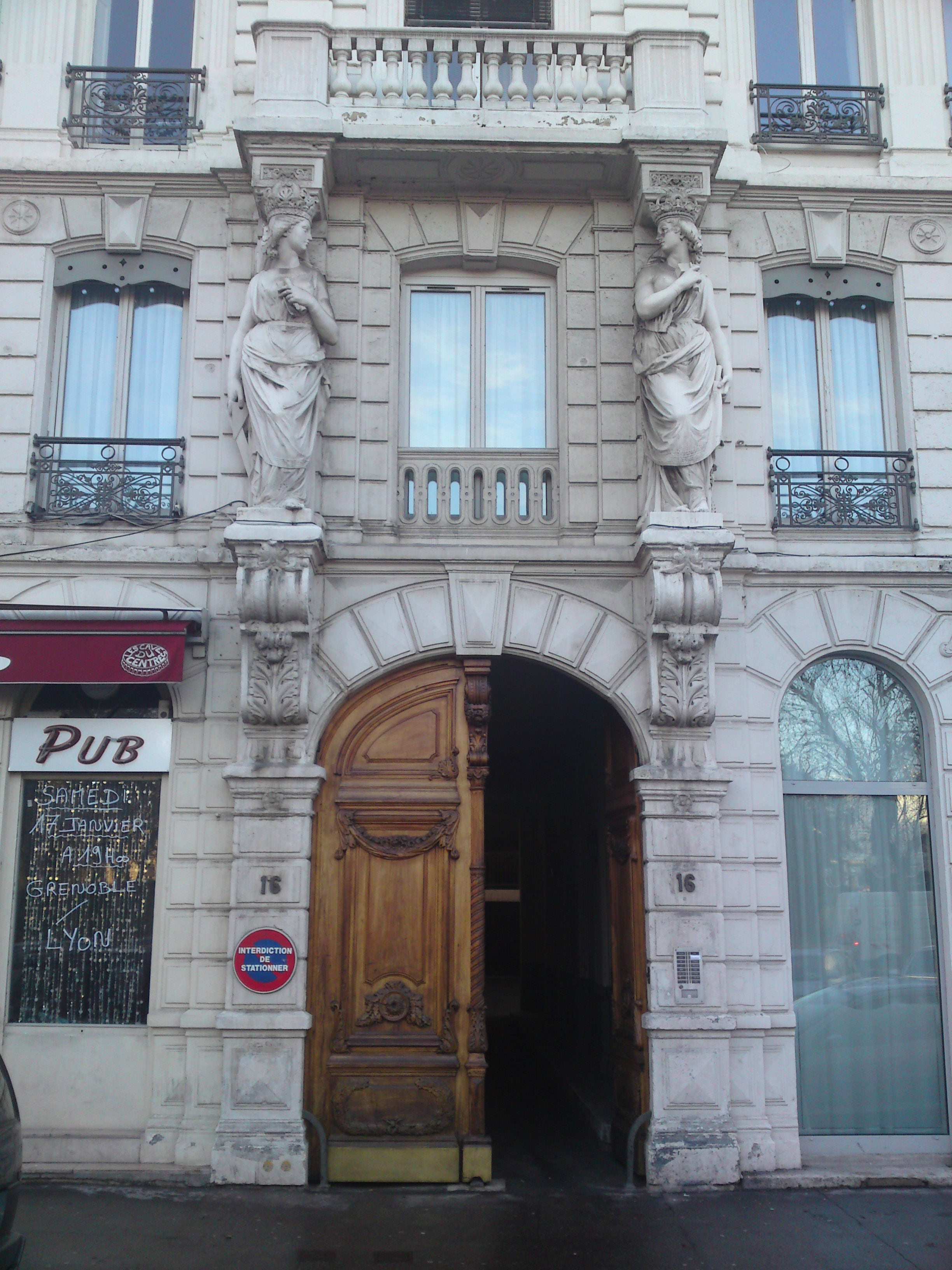
卡诺广场16号